# Philon de Byblos
Pour les articles homonymes, voir Philon et Byblos (homonymie).
Philon de Byblos, né vers 50 apr. J.-C. à Byblos en Phénicie, mort vers 140, appelé aussi Hérennius Philon (en latin Herennius Philo) sans doute parce qu'il fut le client et le fils adoptif du consul suffect (remplaçant) Herennius Severus (obtenant ainsi la citoyenneté romaine), est un polygraphe de langue grecque, auteur de nombreux ouvrages à contenu grammatical, historique ou encyclopédique.

## Œuvre
Il a produit, entre autres :
- un dictionnaire des synonymes intitulé Sur les diverses significations des mots, dont une version abrégée et remaniée nous est parvenue sous le nom d'Ammonios d'Alexandrie (grammairien de la fin du IVe siècle dont parle l'historien Socrate de Constantinople ; en fait, cette version est d'auteur et de date incertains) ;
- un recueil de notices sur des savants et leurs œuvres, réparties par discipline ;
- un recueil de notices sur des personnalités célèbres classées selon leur cité d'origine, qui a été une des sources principales de l'Όνοματολόγος d'Hésychius de Milet (et donc des notices biographiques de la Souda), ainsi que des Έθνικά d'Étienne de Byzance (dont on a conservé l'abrégé d'Hermolaos) ;
- un ouvrage consacré à l'empereur Hadrien ;
- une Histoire phénicienne.

Cette dernière a été utilisée par Eusèbe de Césarée, dans sa Préparation évangélique (I, 9-10 et IV, 16), comme source sur la religion des anciens Phéniciens, et il en a cité d'importants fragments. Philon affirmait qu'il s'agissait d'une traduction (du phénicien en grec) qu'il avait effectuée de l'ouvrage sur l'histoire et la religion des Phéniciens écrit par un certain Sanchuniathon, qui aurait vécu avant l'époque de la guerre de Troie. Sur ce dernier, Eusèbe cite aussi le philosophe Porphyre, qui écrivit (dans le livre IV de son Contre les Chrétiens) qu'il était natif de Beyrouth, contemporain de la reine Sémiramis, et de peu postérieur à Moïse ; qu'il avait dédié son ouvrage à Abibalos, roi de Beyrouth, et qu'il avait utilisé comme sources des chroniques de cités, des registres et des inscriptions de temples, et aussi des traditions recueillies auprès d'un certain Hiérombalos (= Jérubaal), prêtre du dieu Ieuo (= Yahweh), qui l'avait informé sur l'histoire et la religion des Hébreux. Eusèbe cite de longs passages du texte sur la religion polythéiste des Phéniciens pour dénigrer cette dernière ; en fait, on a parfois du mal à faire le départ entre le texte de Philon et celui d'Eusèbe.
Philon prête à Sanchuniathon des conceptions évhéméristes : les dieux étaient à l'origine des êtres humains qui ont été objets d'un culte après leur mort ; les noms d'anciens rois ont été donnés à des éléments de la nature que l'on adorait. Ces développements rationalistes sont utilisés par Eusèbe comme un argument contre l'ancienne religion phénicienne. D'autre part, la généalogie des dieux qui est exposée est très proche de ce qu'on lit dans la Théogonie d'Hésiode ; les théonymes qui sont donnés correspondent à des noms hellénisés de dieux sémitiques, mais quelquefois aussi à des noms de dieux étrangers (notamment Taautos ou Tauthos qui est le dieu égyptien Thoth) ; enfin les correspondances sont parfois données explicitement avec les dieux grecs.
On a longtemps considéré que Philon s'était livré à une imposture littéraire, que l'Histoire phénicienne était entièrement de lui, et que Sanchuniathon était un personnage légendaire. Cependant les fouilles menées depuis 1929 à Ras Shamra, sur le site de l'antique Ougarit, où de nombreux documents écrits datant d'entre le XIVe et le XIIe siècle av. J.-C. ont été mis au jour, ont permis de corroborer un certain nombre d'informations données par Philon. Il apparaît que les ressemblances relevées avec la Théogonie d'Hésiode témoignent en fait d'un fonds commun proche-oriental. On pense aujourd'hui que Philon s'est bel et bien appuyé sur une source phénicienne ancienne, à laquelle il a mêlé d'autres éléments, et aussi ses réflexions personnelles.

## Édition des textes et traduction
- Philo Byblius, De diversis verborum significationibus, texte, introduction et commentaire par Vincenzo Palmieri, Speculum, Contrib. di filol. class. 8, Naples, 1988.
- Carl W. Müller, Fragmenta historicorum Graecorum, III, p.560-576, Paris (1849), réimpr. Francfort-sur-le-Main, 1975.
- Philo Byblius, The Phoenician History, introduction, texte, traduction anglaise et notes par Harold W. Attridge et Robert A. Oden, CBQ monogr. sér. 9, Washington, 1981.
- Eusèbe de Césarée, Préparation évangélique, livres IV et V (1-17), introduction, texte, traduction française et notes par Odile Zink, coll. Sources Chrétiennes, Cerf, 1979.

## Études
- (en) Albert I. Baumgarten, The Phoenician History of Philo of Byblos: a commentary, EPRO 89, Leyde, 1981.